# 摩根士丹利大樓 (聖迭戈)
摩根士丹利大樓（英語：Morgan Stanley Building）是美國加利福尼亞州聖迭戈第24高之建築，是聖迭戈天際線的一座突出的建築。這座大樓共20層，高度355英尺（108米），位於聖地亞哥市中心的霍頓區。建於1982年，由建築師蘭登·威爾遜設計。

## 歷年事故
2008年5月，一枚管狀炸彈在愛德華·J·施瓦茨聯邦法院附近引爆，部分炸彈片擊中了摩根士丹利大樓的第8層。

## 外部鏈接
- AT&T Building（页面存档备份，存于） at Emporis.com
- AT&T Building（页面存档备份，存于） at SkyscraperPage.com